# Resolução 228 do Conselho de Segurança das Nações Unidas
A Resolução 228 do Conselho de Segurança das Nações Unidas aprovada em 25 de novembro de 1966, após ouvir declarações de representantes da Jordânia e de Israel, bem como um relatório do Secretário-Geral U Thant sobre a ação militar, o Conselho observou que esse incidente constituiu uma ação militar de grande escala e cuidadosamente planejada contra o território jordaniano pelas forças armadas de Israel.
O Conselho deplorou a perda de vidas e bens e censurou Israel por esta violação da Carta das Nações Unidas e do Acordo Geral de Armistício. O Conselho salientou a Israel que as ações de represália militar não pode ser tolerada e que se forem repetidas, o Conselho teria que considerar novas e mais eficazes medidas para garantir contra eles.
A resolução foi aprovada por 14 votos contra zero, com uma abstenção da Nova Zelândia.